# Joseph Cupidon
Joseph Frederico Ansley Cupidon (ur. 2001) – maurytyjski zapaśnik walczący w stylu wolnym. Złoty medalista igrzysk Wysp Oceanu Indyjskiego w 2023 roku.